# Jul med Hep Stars
Jul med Hep Stars är ett julalbum från 1967 av den svenska popgruppen Hep Stars, utgivet på skivmärket Olga  
 2001 var det dags för en nyutgåva på CD, då på skivmärket EMI .

## Låtlista
Sida 1
1. Nu är det jul igen
2. Christmas Today
3. Alla sover utom jag
4. White Christmas
5. Johanssons Boogie-woogie vals
6. Jingle Bells

Sida 2
1. Hej tomtegubbar
2. Christmas on My Mind
3. The Boy that Old Santa Forgot (Gutten som julenissen glemte)
4. Gläns över sjö och strand
5. Nu tändas tusen juleljus
6. Stilla natt
7. Dotter Sion